# ۷۶ (قمری)
۷۶ (قمری)، هفتاد و ششمین سال در گاهشماری هجری قمری است. اول محرم این سال برابر با بیست و چهارم آوریل سال ۶۹۵ میلادی است.

## وابسته
- سلیم بن قیس هلالی